# 勝利の法廷式
『勝利の法廷式』（しょうりのほうていしき）は、2023年4月13日から6月15日まで、読売テレビ製作・日本テレビ系の深夜ドラマ枠「木曜ドラマ」で放送されたテレビドラマ。主演は志田未来。
天才子役として活躍した経歴を持つ女性弁護士が謎の天才脚本家とタッグを組み、収監された友人の冤罪事件の真相究明に挑む物語。

## キャスト

### 神楽法律事務所
神楽蘭（かぐら らん）〈29〉
演 - 志田未来（子役時代：寺田藍月）
親友を冤罪で殺人犯にしてしまい、法曹界から姿を消した弁護士。子役時代に演じた「小さな弁護士コラン」で培った演技力を持つ。
黒澤仁（くろさわ じん）〈40〉
演 - 風間俊介
謎の天才脚本家。「絶対に負けない弁護士」として、神楽蘭の名前で裁判に勝った架空のエピソードの数々をブログに綴っていた。
蘭が裁判に挑む際、弁論用の台本を準備し、彼女に台本通り演じるよう指示を出す。
決して悪人では無いのだが、口と人当たりが悪く、悪態を吐く事も多い。
速水政樹が婚約者である黛十和の殺害犯の可能性があると気付くと、刃物を持ち彼の元を訪れ、彼を刺そうとするが、その前に彼自身が刃物で腹部を刺したため、殺人未遂の容疑で逮捕されるが、自分が刺したことにして速水を連続殺人の犯人と引きずりだす。 子役時代の蘭と「小さな弁護士コラン」の撮影現場で出会っており、それを契機に脚本家を志していた。
流川蒼（るかわ そう）〈27〉
演 - 髙橋優斗（HiHi Jets / ジャニーズJr.）
新人弁護士。蘭の後輩。流川大治郎の息子。ただ勝つための裁判をする弁護士には成りたくないと流川綜合法律事務所を辞め、蘭を慕って神楽法律事務所に合流する。
連続殺人事件の被害者・瓜生二重が殺害された日、彼女と最後に接触した人物と判明し、事件の関与が疑われると事務所から姿を眩ます。
しかし当時、瓜生の忘れたイヤリングを取りに飲食店に引き返し、彼女を一人にしたので死なせてしまったと言い出せず、黒澤が殺された婚約者十和の復讐のために早乙女蓮を殺害したかもしれないと彼のアリバイを調査していただけであった。
速水政樹を連続殺人犯として有罪にするために、父の大治郎が行っていた裁判に勝つために証拠資料となる医療カルテの捏造を行っていたことを黒澤による速水政樹の殺人未遂事件の裁判で告発する。

### 流川綜合法律事務所
蘭が1年前まで所属していた大手弁護士事務所。
流川大治郎〈54〉
演 - 升毅
所長。蒼の父親。裁判で勝つために何年も前から懇意にしている黒中病院に裁判の証拠となる医療カルテを捏造させていたことで、東都出版の芳野小太郎から記事にすると脅され、記事の差し止めのために、早乙女花が夫殺害の裁判で有罪となるように仕向けていたが、息子の蒼に突き止められ、黒澤による速水政樹の殺人未遂容疑の裁判でその事実を明かされたため、自身の罪を認める。
藤堂亜蘭〈46〉
演 - 遊井亮子
蘭の元先輩。エース弁護士。裁判に勝つために、流川大治郎が何年も前から懇意にする黒中病院に裁判の資料となる医療カルテを捏造させていたことを、彼の息子である蒼に打ち明ける。

### 冤罪事件の関係者
早乙女花〈29〉
演 - 北乃きい（幼少期：宮地美然）
蘭の親友。夫を殺した罪で刑務所に服役中。
早乙女蓮
演 - カトウシンスケ
花の夫。殺人事件の被害者。東都出版社の記者で、女性連続殺人事件の犯人とされる。
早乙女陽斗
演 - 市野叶
花と蓮の息子。現在は養護施設で生活している。

### 黒澤の関係者
椿九重〈31〉
演 - 市川知宏（第3話 - 最終話）
黒澤の書斎に出入りし情報を提供する謎の男。流川が興信所に依頼し、東都出版社に出入りするフリーライターと判明する。
妻・椿沙良の殺害時刻に彼女の結婚記念日を祝うため自宅にいたと供述するが宅配業者が不在だったと証言し、塩化カリウムと注射器を購入していたため、殺害容疑で検察に拘留されるが、不在は指定時間の配達が遅れた宅配業者の偽証で、凶器の購入は速水に偽装されたものであった。
黛十和（まゆずみ　とわ）〈31〉
演 - 入来茉里
フラワーデザイナー。連続猟奇殺人の二人目の被害者で、黒澤の婚約者。5年前に何者かに塩化カリウムを注射されて殺害され、左薬指に5つの指輪をはめられる。
黒澤は、彼女の遺体を発見直後、遺体から甘い香水の香りを嗅ぎ取っている。
速水政樹
演 - 泉澤祐希 （第2話・第7話 - 最終話）
フードデリバリーの配達員。流川蒼の大学時代の友人。
配達時に結衣が夫の大輔からDV被害に遭っているのを目撃し、助けるために接触を図ろうとするが、その行為を妻へのストーキングとして大輔から訴えられる。実は地下アイドル時代の結衣のファンで、ストーカーと勘繰られることを嫌がり、そのことを伏せて蘭に弁護を依頼していた。
裁判後は飲食店店員となり、大学の同級生だった瓜生が殺害される直前、同窓会の帰りに流川蒼が彼女を送っていったと黒澤と椿に証言する。
婚約者である黛十和を殺害した可能性があると気付いた黒澤が刃物を持ち刺されそうになると、自らその刃物で腹部を刺し、黒澤を殺人未遂の容疑で逮捕させる。
連続殺人犯の罪を擦り付けるため早乙女蓮を殺害したと思われたが、推定殺害時刻にはアルバイトする飲食店にいたアリバイがあり、自分の連続殺人がバレることで社会的信頼を失うことを恐れた父の芳野が早乙女蓮に罪を擦り付けるために彼を殺害したと打ち明ける。
母親が父の芳野からのモラハラで精神疾患を患い離婚、最後は自殺して亡くなったことが影響し、「人生をやり直したい」とつぶやいていた母親に似た女性たちを生まれ変わらせるとの理由で塩化カリウムを注射して殺害し、胎児の姿勢にして赤ちゃんの匂いがする香水をふりかけ、左薬指にエンジェルナンバーの5を意味する指輪をはめ「彼女たちを救っていた」と主張する。

### ゲスト

#### 第1話
成宮美咲
演 - 森カンナ
結婚式場「エタンセルブライダル」の元ウエディングプランナー。結婚式のダブルブッキングが原因でSNSの誹謗中傷に晒される。
誹謗中傷した人物を訴える過程で、元同僚の遥が会社の指示でSNSに誹謗中傷を書き込み、ダブルブッキングに関して自分に落ち度がなかったと知り、「エタンセルブライダル」を訴える。
足立遥
演 - 小島藤子
美咲の「エタンセルブライダル」での元同僚。情報開示請求でSNSに美咲への誹謗中傷を書き込んだ人物と判明する。
結婚式のダブルブッキングの悪評騒ぎの責任を美咲に擦り付けるよう、ダブルブッキングした張本人である部長の高坂から美咲の誹謗中傷をSNSに書き込むよう命令されたと明かすが、第1回口頭弁論で蘭たちを裏切り、美咲の担当するカップルより1か月前に式場予約したと証言を変える。
第2回口頭弁論で蘭に病気の息子の手術代を手に入れるため、会社の指示で美咲に誹謗中傷したのではないかと質問され、美咲とコンビを組んで結婚式でカップルたちに心遣いをしていた話を持ち出され良心に訴えられ、ダブルブッキングは美咲に責任はなく、会社が意図的にやったと証言する。
小林、向井
演 - 喜入翔大、丹野未結
「エタンセルブライダル」で式場を予定していたカップル。予約管理システムの不具合によるダブルブッキングで結婚式を先延ばしにされた不満をSNSで発信、式場への悪評が発生しデマまで流され、やがて誹謗中傷が美咲に向けられるようになる。
大宮司と婚約者
演 - 中村隆希、結城陽葵
大宮司グループの御曹司とその婚約者。VIP客であることから「エタンセルブライダル」の部長の高坂に忖度され、先約がある日に結婚式をブッキングされる。
カップル
演 - 重徳宏、持田優奈
1月7日に「エタンセルブライダル」を訪れていた様子を動画配信していたカップル。動画の後方に大宮司と彼の婚約者が映りこんでおり、大宮司と婚約者が美咲の担当するカップルより1か月前に式場予約していた遥の証言が虚偽であった証拠として裁判に提出される。
高坂孝行
演 - 関幸治
「エタンセルブライダル」の部長。美咲が担当するカップルの挙式予定日と知りながら、VIP客の大宮司グループの子息に忖度し、予約を改ざんして結婚式をねじ込み、ダブルブッキングを発生させていた。
社員
演 - 恒吉梨絵、山岡椿
「エタンセルブライダル」の社員たち。寿退社したが離婚して「エタンセルブライダル」に復帰した遥がエース社員の美咲を蹴落とすため、大宮司グループの子息の結婚式を故意にダブルブッキングしたのではないかと蘭の聞き取り調査に答える。
藤井果歩
演 - 秋谷百音
「エタンセルブライダル」の社員。美咲が「エタンセルブライダル」を訴えた裁判の第1回口頭弁論を傍聴しており、蘭から美咲を助ける証言を求められると、口止めされていたが遥の息子が重い病気で入院していると明かす。
ゆうと
演 - 加藤翔太
遥の息子。重い病気で入院している。ウェディングプランナーの母はみんなを幸せにする仕事をしていると看護師に自慢する。
朝烏
演 - 竹森千人（第8話 - 最終話）
早乙女花の事件の担当検事。青柳の上司。
裁判長
演 - 渡部遼介（第9話・最終話）
早乙女花の裁判の裁判長。
佐伯阿澄
演 - 奥田由美（第9話）
早乙女花の裁判に出廷した証人。裁判の前日に流川綜合法律事務所に呼ばれ、大治郎に証言を変えるよう言われた疑惑を持たれる。
裁判長
演 - 坂本直季
美咲が「エタンセルブライダル」を訴えた裁判の裁判長。
俳優 役
演 - 神原哲（第3話）
「小さな弁護士コラン」の出演俳優。劇中で事件を解決したコランに感謝する。

#### 第2話
池上結衣
演 - 生駒里奈（第9話）
主婦。夫・大輔からDV被害に遭っている疑惑がある。元地下アイドル。
速水がDV被害に遭っていないか確認するため、配達のたびに連絡先が書かれた紙を渡されていたが、住所を知られ下手に対応できないため、置き配に変更する。実はDV被害だけでなく、覚せい剤を購入していることを速水に知られていた。
池上大輔
演 - 白石隼也
結衣の夫。結衣にDVを働いていたが、そのことを速水に知られたため、先手を打って彼を妻へのストーカー行為で訴え、流川に代理人を依頼する。
大島綾
演 - 小島梨里杏
結衣の元同僚。リモートで結衣と会話した際、彼女が手話でDVのヘルプサインを送っていたと証言する。
恵理
演 - 湊川えみ
結衣の元同僚。結衣と綾とリモートで同期の出産祝いの相談をする。
木内早苗
演 - 横内亜弓
結衣の自宅の道向かいの住民。結衣がDV被害に遭っていないか蘭から聞き込みを受けるが、流川たちから口止めをされていたため、被害はなかったと告げる。しかし、流川の口止めを指摘され、結衣が被害に遭っているかもしれないと蘭から説得されると、蘭に防犯カメラの映像を提供する。
池上家の近隣住民
演 - 加藤美智子、山口勝弘
結衣がDV被害に遭っていないか、蘭たちから聞き込み調査を受ける。
裁判長
演 - 荒木誠
速水政樹の裁判を担当した裁判長。
鈴木朋哉
演 - 稲川悟史
覚せい剤の売人。フードデリバリーを装い結衣の自宅に入り、DV被害から現実逃避しようとしていた彼女に覚せい剤を売り捌く。
売人の元締め
演 - 吉田興平
売人に覚せい剤を渡す。
エアレンディーテル
演 - 堀江葵月、yukatan、SAKURA、前野璃心
6年前、結衣が所属していた地下アイドルグループのメンバー。

#### 第3話
立花洋子
演 - 宮崎美子
洋食店「コトブキ」の店主。料理人の清水と口論の末、彼を公園の階段から突き落とし負傷させたと警察に自首し、逮捕される。
立花光
演 - 福山翔大（幼少期：小林蒼）
洋子の息子。母が清水に店を騙し取られたと主張し、母の弁護を蘭に依頼する。
店を継がず家を出て漫画家のアシスタントをしており、事件の前日、古川から母が清水に騙され店を売り飛ばされそうになっていると連絡を受け、清水と話をつけると告げていた。
清水光輝
演 - 草野イニ
恰幅のよい料理人。M&Aサービス「コネクトエア」の仲介で洋子の洋食店「コトブキ」の後継者となり、店の味を継ぐ話が取りまとめられる。
しかし、店を引き継ぐと店舗を売りに出すと言い出したことから洋子と口論となり、彼女に階段から突き落とされ負傷したとされる。
前田龍太
演 - 田野倉雄太
「コネクトエア」の代表。後継者を探していた「コトブキ」と料理人の清水を引き合わせる。
その正体は清水と手を組む詐欺師で、彼の詐欺のやり口が気に入らず口論となり、公園の階段から突き落とし負傷させた真犯人であった。
犯行後、洋子を電話で呼び出し、彼女の息子・光が清水を突き落としたのを目撃したが、息子の身代わりになればそのことは口外しないと洋子を脅し、彼女を犯人に仕立て上げた。
古川浩二郎
演 - 清水伸
「コトブキ」の従業員。元々は店の常連客であったが、従業員となる。
清水が「コトブキ」の後継者となる前、彼の前の職場「ひまり亭」を見学しており、蘭とともにその店を確認に行くと、その店は無くなっており、調査の結果、映画の撮影セットとして1日だけ存在した、実体のない飲食店であったと判明する。
検察官
演 - 浜田信也
洋子の傷害事件裁判を担当した検察官。
裁判長
演 - 青木一平
洋子の傷害事件裁判を担当した裁判長。
綿貫智（わたぬき さとし）
演 - 高久慶太郎
飲食店事業も行う不動産業者「帝進エステート」の代表取締。山下という男に騙され、実体のない飲食店を買わされる被害に遭うが、証拠が見つからず犯人逮捕に至らなかった。
裁判で蘭から清水の写真を見せられると、彼は山下に間違いないと証言し、清水が当初から「コトブキ」を売り捌くため、洋子に接触した可能性が浮上する。
真犯人が捕まると、洋子に「コトブキ」を買い取り、店を引き継ぐと申し出る。
榊原
演 - 桜井拓海
洋子の傷害傷事件のあった公園でジョギングしていた男性。蘭たちの聞き込みで事件当時、洋子と話していたのは清水とは別人の細身の男性であったと証言する。
立花正幸
演 - 中田春介
5年前に亡くなった洋子の夫。料理人。生前、「小さな弁護士コラン」の撮影現場にケータリングにやってきて、子役時代の蘭にクラムチャウダーを振舞っている。
監督
演 - 河野達郎
「小さな弁護士コラン」の監督。
子供検察官 役、子供裁判長 役
演 - 沼田あきら、石塚錬（第1話）
劇中劇「小さな弁護士コラン」に登場する子役。

#### 第4話
村山翼（むらやま つばさ）
演 - 奥野壮
求人サイトの仕事を闇バイトと知らず、受け子として特殊詐欺で高齢女性からキャッシュカードを奪おうとした大学生。
交際相手の原菜月を3年前自殺に追い込んだ特殊詐欺組織の黒幕（金主）の正体を暴くため、あえて特殊詐欺の受け子に応募していた。
堀内英典（ほりうち ひでのり）
演 - 阪田マサノブ
「巨悪を眠らせない」が信条の検察官。最初から詐欺と知って特殊詐欺に加担しただろうと村山の罪を問い詰め起訴する。
村山が通信アプリで受け子を求人する音声データを提出し、指示役であったが人材不足で受け子役も兼任したと村山を追求する。
北見昌彦（きたみ まさひこ）〈42〉
演 - 淵上泰史
葛飾西警察署刑事課の刑事。村山を特殊詐欺の容疑で逮捕する。
黒澤と蘭の尽力で村山に通信アプリを使い指示を出していた特殊詐欺の黒幕（金主）であることを突き止められ、堀内からも証拠となる通話時の映像を突き付けられる。
取り調べを受けるが巧妙に罪を逃れたところを警察署の前で原大貴に刺殺される。
小森節子〈78〉
演 - 澤井孝子
特殊詐欺の被害に遭いかけた高齢女性。特殊詐欺と気付き、警察に通報する。村山からの示談交渉を反省していないと拒絶する。
原大貴〈27〉
演 - 岩井拳士朗
菜月の兄。妹の遺影を抱き村山の裁判を傍聴し、自殺した妹と交際していた村山が特殊詐欺の指示役と知り、妹が騙されていたのではないかと心を痛める。しかし、村山が妹の死後も妹を騙した特殊詐欺組織の黒幕を探す報告メールを送っていたことを知る。北見が妹を自殺に追い込んだ詐欺の黒幕と知ると、彼を警察署の前で刺殺する。
原菜月
演 - 竹野留里
大貴の妹。村山の交際相手。3年前、偽のフィッティングモデルの求人に応募し、下着写真を送るように求められそれに応じると、金を渡さないと下着写真と住所をSNSで拡散すると脅迫メッセージが届き、うつ状態となって自殺してしまう。
辻田智子
演 - 菊竹桃香
フィールドキャスター。詐欺の黒幕として逮捕されなかった北見が、原大貴に刺殺されたニュースを犯行現場となった警察署の前から伝える。
裁判長
演 - 潟山セイキ
村山の特殊詐欺裁判の裁判長。

#### 第5話
橋垣紗世
演 - 堀田茜
国際ロマンス詐欺の被害者。元子役で子役時代の蘭の友人。ドラマの感想を語り合うSNSで韓国人ハン・ジエンと親しくなり、結婚を約束する仲になり結婚の準備資金として300万円を渡していたことから、妹の世那から国際ロマンス詐欺に遭っていると神楽法律事務所に連れてこられる。蘭からの演技指導を受けビデオチャットでハンを芝居で泣き脅し、対面するように仕向ける。
近藤良太
演 - 篠山輝信
「近藤ロジスティックス」の経営者。蘭の作戦で誘き出した国際ロマンス詐欺を行うハン・ジエンとの待ち合わせ場所に居合わせるが、ハンが誰かも知らず、無関係と主張する。
紗世がハンにプレゼントしたキャンドルと同じ品が会社に置かれており、ディープフェイクにより成りすましていたハンと同一人物との疑惑が深まる。
鈴村志乃
演 - 水上京香
「近藤ロジスティックス」の良太の秘書。蘭が「近藤ロジスティックス」を訪問時、左手の薬指に指輪の跡があったことを目撃され、蘭に問い詰められると良太との不倫を認める。
良太から贈られた指輪として、紗世がハン・ジエンから贈られたものと全く同じ指輪をはめていたことから、良太とハン・ジエンが同一人物との疑惑が深まる。
近藤馨子 / ハン・ジエン
演 - 黒川智花 / 古屋呂敏
良太の妻。「誰よりも君のことを想っている」と複数の不倫相手にささやく良太を許せず、自分がいなければ生活できないと陰口を叩く良太を見返そうと、ディープフェイクを利用して韓国人ハン・ジエンになりすまし、国際ロマンス詐欺を働いて紗世から金を騙し取るが心は満たされず、良太をハンに仕立てあげ、詐欺師として訴えられるように仕向ける。
しかし、初対面で素性を知らないはずの蘭を弁護士と言い当て、ビデオチャットでハンが左手の指を頭の横で動かす不可解な動作を、髪の毛を弄る癖の動作であると仁に気付かれ、ハン・ジエンの正体であると見破られる。裁判では蘭から他人を自分の復讐に巻き込んではいけないと諭されたことで反省し、紗世から騙し取った金を返済し、慰謝料を支払う示談書を取り交わす。
橋垣世那
演 - 田中珠里
紗世の妹。紗世が国際ロマンス詐欺にだまされていると、神楽法律事務所に連れてくる。
裁判長
演 - 高松克称
橋垣紗世が原告の、近藤良太による国際ロマンス詐欺裁判の担当判事。

#### 第6話
麻生日奈
演 - 木下彩音
二浪中の浪人生。匿名で送られてきた帝和医科大学の入試に関する内部資料で、性差別による合否不正があったことを知る。
蘭たちの活躍で大学側の不正が認定され、帝和医科大学へ入学できることになるが、蘭から本当に自分が進みたい道を考えるべきだと諭され、母親の言いなりでなく、美術に興味があったことから医大進学を考えさせてほしいと母親に告げる。
麻生理香子
演 - 中島ひろ子
日奈の母親。送付された帝和医科大学の入試に関する内部資料から、大学側に入試許可と慰謝料を請求するよう、集団訴訟を神楽法律事務所に依頼する。
医者の家系に嫁いだプレッシャーから、娘の日奈に医大に進学するよう強要していると夫から証言を得た蘭に、教育虐待と指摘される。
栗原慧太
演 - 小宮璃央
帝和医科大学の医大二年生。日奈の中学時代の同級生。蘭たちの聞き取りに、父親の書斎で医大入試で性差別があることを知るが、自分では告発することが出来ず、内部資料を麻生家に送付したことを認める。当初、裁判で入試の内部資料について証言することを拒んでいたが、黒澤の策略で日奈と接触したことで考えを改め証言を決意する。
栗原悟志
演 - 黒田大輔
慧太の父親。帝和医科大学の教授で入試委員長。蘭たちから大学入試の内部資料を麻生家へ送付したか問われるが、それを否定する。第一回口頭弁論では入試の点数と内申書の点数の合計で合否判定していると証言する。しかし第二回口頭弁論で流川から、息子の慧太があこがれの父親でいて欲しいと考えていると伝えられると、証言を覆し、男子に80点加点して合否判定しており、去年度の入試で息子をコネで入学させたと告白する。
加藤
演 - 梨本謙次郎
帝和医科大学の学長。麻生理香子たち受験生の母親から、内部資料を突き付けられ、合否に性差別があると指摘されるがそれを否定し、門前払いする。
第二回口頭弁論でも入試に性差別はないと証言するが、栗原悟志から、男子に80点加点する発案をした人物と証言される。
帝和医科大学の受験生
演 - 小出真実、田中柚芭
日奈の友人。日奈と同じく、入試で合格圏内にいながら性差別で不合格になったと憤る。
受験生の保護者
演 - 小野由香、北里麻美
上記の受験生の保護者。麻生理香子と共に帝和医科大学の入試不正の件で集団訴訟を起こす。
蘭の母親
演 - 芳野友美
蘭が「小さな弁護士コラン」で主演となったことを喜ぶ。

#### 第7話
有村亜紀
演 - 穂志もえか
元三つ葉市役所職員。窓口担当でクレーマーに土下座までさせられたことがトラウマとなり、心身に不調をきたし市役所を退職する。そのため、クレーマーから守ってくれなかった市の対応に納得ができないと、市への訴訟を蘭に依頼する。
田代靖〈45〉
演 - 浜中文一
クレーマー。長時間にわたり亜紀にクレームを言い続け、彼女を追い詰める。
蘭から亜紀の土下座事件の事情確認を懇願され、その時に撮影した、津田が亜紀に土下座を強要する映像を提供する。
津田清隆
演 - 和田聰宏
三つ葉市役所職員。課長。亜紀の元上司。クレーマーの田代をなだめるのに亜紀に土下座は強要しておらず、彼女が自主的にやったと主張する。
裁判では、クレーマーに対応する亜紀に大丈夫かと尋ねたと証言し、亜紀への土下座の強要を否定するが、蘭から田代の提供した土下座強要の動画を見せられると口をつぐむ。
しかし、流川大治郎が提出した土下座強要の続きが映る映像で亜紀に「愛している」とつぶやく様子を見せられると、亜紀との不倫関係を認めたため、土下座は恋愛関係に基づくもので強要でないと大治郎に結論付けられる。また、亜紀は不倫関係を終わらされたショックで心療内科に通院し、腹いせで裁判を起こしたのではないかと述べる。
木嶋典孝
演 - 石井正則
三つ葉市役所職員。部長。津田の上司。土下座事件の調査をする蘭に何も答えないよう、市職員に箝口令を敷く。
裁判では、市民からのクレーム対応はマニュアルに沿って対応しており、必要に応じ職員をアシストすると証言する。
瓜生二重〈25〉
演 - 彩羽
連続殺人の四人目の被害者。流川蒼と速水政樹の大学の同級生。同窓会の帰りに塩化カリウムを注射されて殺害され、左薬指に5つの指輪をはめられる。
椿沙良
演 - 川﨑珠莉
椿九重の妻。何者かに塩化カリウムを注射されて殺害され、左薬指に5つの指輪をはめられる。
黛十和の殺害事件の際と同じく、遺体から甘い香水の香りを九重は嗅ぎ取っており、現場検証した蘭により連続殺人事件の被害女性は全員、胎児が母体にいる時の姿勢をしており、赤ちゃんの匂いの成分であるノナナールが含有された香水をかけられたのではないかとの見立てに繋がる。
店主
演 - ムーディ勝山
速水が働く飲食店の店主。黒澤と顔なじみ。
裁判長
演 - 橋本恵一郎
有村亜紀原告裁判の裁判長。

#### 第8話
青柳純
演 - 佐藤玲
検事。妻・沙良の殺人容疑で拘留された椿九重の起訴判定を担当。朝烏の部下。
司法研修時の指導担当検事が蘭と同じという共通点を切り口に、蘭から被疑者を守る弁護士としての強い意思を訴えかけられ、自身も検事として職務を全うし、九重を不起訴と判断する。
芳野小太郎
演 - 矢島健一（第9話・最終話）
東都出版社「週刊現都」の編集長。
実は連続殺人犯である速水政樹の父親で、早乙女蓮が事件の犯人を追っていることを密かに息子に伝え、息子の連続殺人の発覚で自らの社旗的信用を失うことを恐れ、早乙女蓮に息子の連続殺人の罪を擦り付けるために彼を殺害していた。
椿九重の自宅の近隣住民
演 - 宮崎真一、津田智恵子
椿九重の妻が亡くなった日、九重のアリバイを証明できないか蘭から聞き取り調査される。
江木竜也
演 - 樫尾篤紀
椿九重の自宅へ荷物を配達した宅配業「はやて運送」の配達員。椿沙良の殺害時刻に配達しており、九重は自宅に不在であったと証言する。
実際は配達指定時間に遅れたため、不在連絡票を投函してミスを誤魔化そうとしていたことを蘭に認め、九重を目撃したアリバイを証言する。
受付
演 - 樋渡三紗
「はやて運送」豊内営業所の受付。
カップル
演 - 臼井萌音（役名：中岡由佳）、市川理矩
「はやて運送」に荷物を引き取りに来たカップル。女性が宅配便が自宅に届くと言ったのに、なぜ不在だったのかと男性を責めるが、男性は誰も来なかったのに、不在連絡票が自宅に投函されていたと弁明する。
刑事
演 - 藤原智之、山本東
豊内警察署の刑事。妻を殺害された椿九重に遺体発見状況を確認するため同行を求め、殺害時刻にアリバイがなく、塩化カリウムや注射器を購入していたことを問い詰める。
アナウンサー
声 - 松井佐祐里
椿九重が妻・沙良殺害の容疑で逮捕されたニュースを読み上げる。

#### 第9話
真由
演 - 澁谷麻美（最終話）
陽斗の暮らす養護施設の職員。ひとりで遊ぶ陽斗にみんなと遊ぼうと呼びかける。
加賀
演 - 芹澤興人
「パンダタクシー」の運転手。早乙女蓮の死亡推定時刻の22分前に、迷子になった陽斗を乗車させ母親の花を一緒に探して見つけ出し、その当時の様子を撮影した車載カメラの映像を蘭たちに提供する。その映像を検察の調書と照らし合わせると、花が体格差のある夫の蓮をわずか2分でメッタ刺しにして殺害したことになり、殺害はほぼ不可能と蘭は再審請求で訴える。
タクシー運転手
演 - イジリー岡田
九重から「パンダタクシー」の運転手である加賀の居所を質問される。
リポーター
演 - 林莉世
早乙女花の再審請求が決まったと裁判所の前からリポートする。

#### 最終話
検察官
演 - 須田邦裕
黒澤による速水政樹の殺人未遂容疑の裁判の検察官。
裁判官
演 - 寺林伸悟
黒澤による速水政樹の殺人未遂容疑の裁判の裁判官。

## スタッフ
- 脚本 - 小谷暢亮[2]、本田隆朗[2]、富安美尋、蓼内健太
- 音楽 - 田渕夏海
- 主題歌 - Amber's「オセロ」（エピックレコードジャパン）[8]
- 法律監修 - 水野明美
- 警察監修 - 古谷謙一[73]
- 医療監修 - 山本昌督
- 監督 - 宝来忠昭[2]、本田隆一[2]、片山雄一
- チーフプロデューサー - 岡本浩一[2]
- プロデューサー - 多鹿雄策[2]、福田浩之[2]、河野美里（ホリプロ）[2]、奥村麻美子（ホリプロ）[2]
- 制作協力 - ホリプロ[2]
- 制作著作 - 読売テレビ

## 放送日程
| 各話   | 放送日  | サブタイトル                                 | 脚本              | 監督     |
| ------ | ------- | -------------------------------------------- | ----------------- | -------- |
| CASE1  | 4月13日 | 【炎上】台本演じて、誹謗中傷の真相を暴け     | 小谷暢亮          | 宝来忠昭 |
| CASE2  | 4月20日 | 【正体】配達員のストーカー疑惑を晴らせ!      | 本田隆朗          | 宝来忠昭 |
| CASE3  | 4月27日 | 【記憶】沈黙の被告人から真実を聞き出せ!      | 小谷暢亮          | 本田隆一 |
| CASE4  | 5月04日 | 【正義】闇バイトの現行犯を弁護!?             | 本田隆朗          | 本田隆一 |
| CASE5  | 5月11日 | 【仮面】国際ロマンス詐欺の魔の手が迫る!      | 富安美尋          | 宝来忠昭 |
| CASE6  | 5月18日 | 【自立】医大入試に性差別の疑惑が!?           | 本田隆朗          | 本田隆一 |
| CASE7  | 5月25日 | 【対峙】直接対決! 土下座の真相を明かせ!      | 蓼内健太          | 室井岳人 |
| CASE8  | 6月02日 | 【追憶】連続殺人の再開…妻殺害の容疑を晴らせ! | 本田隆朗          | 宝来忠昭 |
| CASE9  | 6月09日 | 【再開】真犯人現る! 再審を勝ち取れるか?      | 富安美尋 本田隆朗 | 片山雄一 |
| CASE10 | 6月15日 | 【約束】終幕! 最後の依頼人の未来を救う       | 本田隆朗          | 宝来忠昭 |

- 第8話は『news zero』（23時 - 翌0時4分） の放送延長に伴い、5分繰り下げられ、翌0時4分 - 0時59分に放送された。

## 配信ドラマ
『勝利の法廷式〜はじまりの日〜』（しょうりのほうていしき はじまりのひ）と題し、動画配信サービスHuluにて本編に繋がる全2話のオリジナルストーリーが独占配信中。
本編第8話放送終了後に配信された第1話（CASE0）では蘭が黒澤に出会う前、花の裁判に挑む姿と、その裏に渦巻く人々の本編の前日譚が、CASE10（最終話）放送終了後に配信された第2話（CASE10.5）では本編最終話から半年後に起こるある事件の様子が描かれた。

### キャスト（配信ドラマ）
第1話（CASE0）
- 神楽蘭 - 志田未来（第2話）[76]
- 藤堂亜蘭 - 遊井亮子[76]
- 椿九重 - 市川知宏[76]
- 芳野小太郎 - 矢島健一[76]
- 流川大治郎 - 升毅[76]

第2話（CASE10.5）
- 早乙女花 - 北乃きい[76]

### スタッフ（配信ドラマ）
- 脚本 - 富安美尋[76]
- 演出 - 室井岳人、片山雄一[76]
- チーフプロデューサー - 岡本浩一[76]
- プロデューサー - 多鹿雄策（ytv）、福田浩之（ytv）、河野美里（ホリプロ）、奥村麻美子（ホリプロ）[76]
- 制作協力 - ホリプロ[76]
- 制作著作 - 読売テレビ[76]

### 配信日程
| 話数  | 各話     | 配信日  | サブタイトル            | 演出     |
| ----- | -------- | ------- | ----------------------- | -------- |
| 第1話 | CASE0    | 6月02日 | 序章 〜破壊された日常〜 | 室井岳人 |
| 第2話 | CASE10.5 | 6月16日 | 異変 〜幸せを呼ぶ花〜   | 片山雄一 |